# Christian-Louis-Marie Colin de La Biochaye
Pour les articles homonymes, voir Colin.
Christian-Louis-Marie Colin de La Biochaye, ou Collin de La Biochais, né le 21 janvier 1750 à Châteaubriant et mort le 13 décembre 1813 à Rennes, est un peintre français.

## Biographie
Christian-Louis-Marie Colin de La Biochaye est le fils de François Colin de La Biochaye, président des requêtes au parlement de Bretagne, et de Louise Moricette Saget de la Jonchère.
Il entre en 1769 à l’École d’artillerie de Bapaume.
Il épouse en 1778 Pauline Charlotte Martin de Boistaillé.
Il est conseiller au Parlement de Bretagne, puis président des requêtes, à la suite de son père, à partir du 8 avril 1778,,. Il vend cette charge en janvier 1785 pour se dédier entièrement à sa passion : la peinture. Il se fait une spécialité des natures mortes et des scènes de genre.
Après la Révolution, il est, à partir de 1794, avec Jean-Baptiste Pasté, miniaturiste, parmi les premiers conservateurs du musée des Beaux-Arts de Rennes.
Il meurt à Rennes, à l'âge de 63 ans.

## Œuvres dans les collections publiques
- Paris, Musée du Louvre : La tireuse de cartes[7],[8]
- Rennes, Musée des Beaux-Arts : La Mauvaise nouvelle[9],[10]

Œuvres de Christian-Louis-Marie Colin de La Biochaye
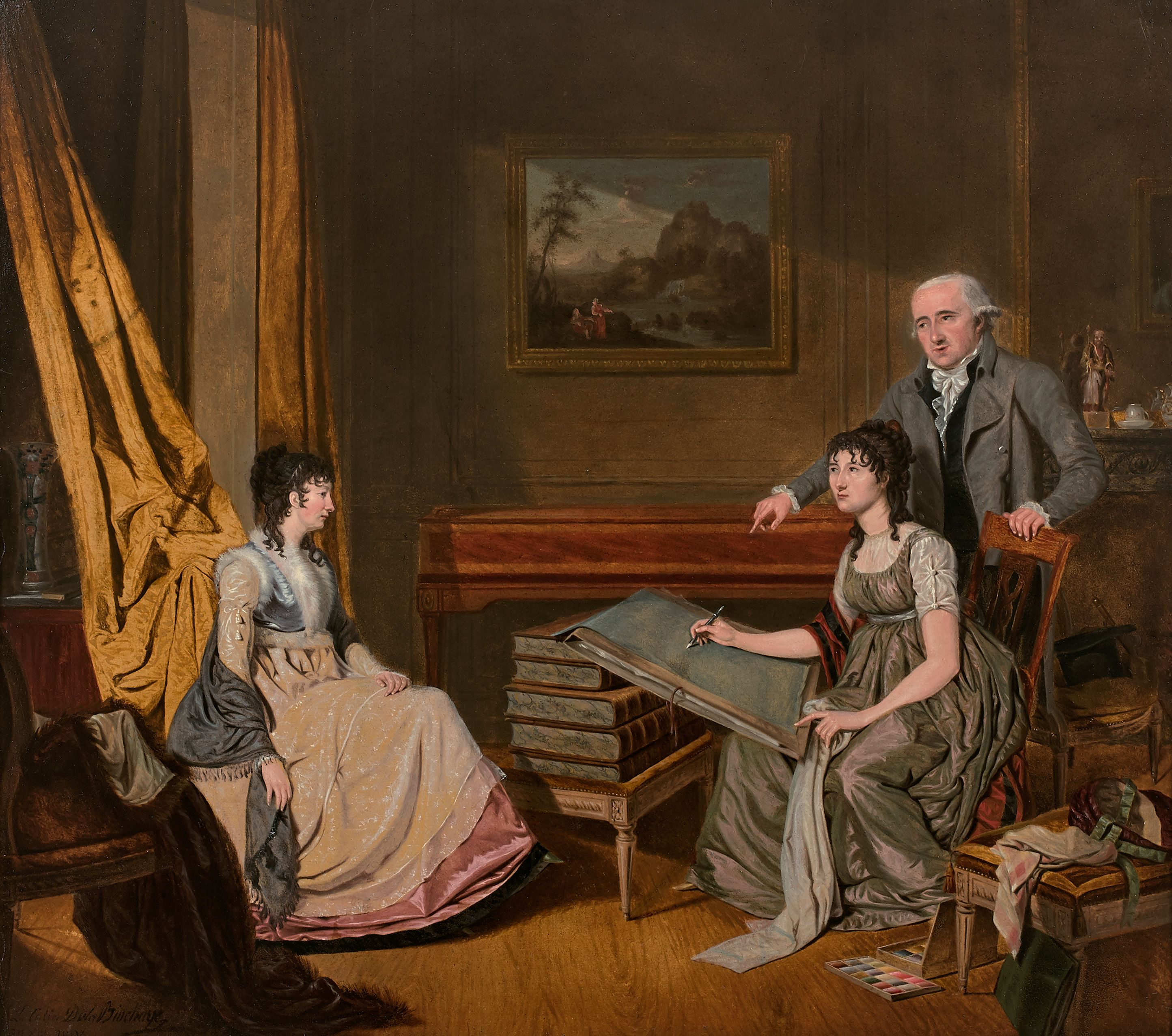
La Leçon de dessin[2].
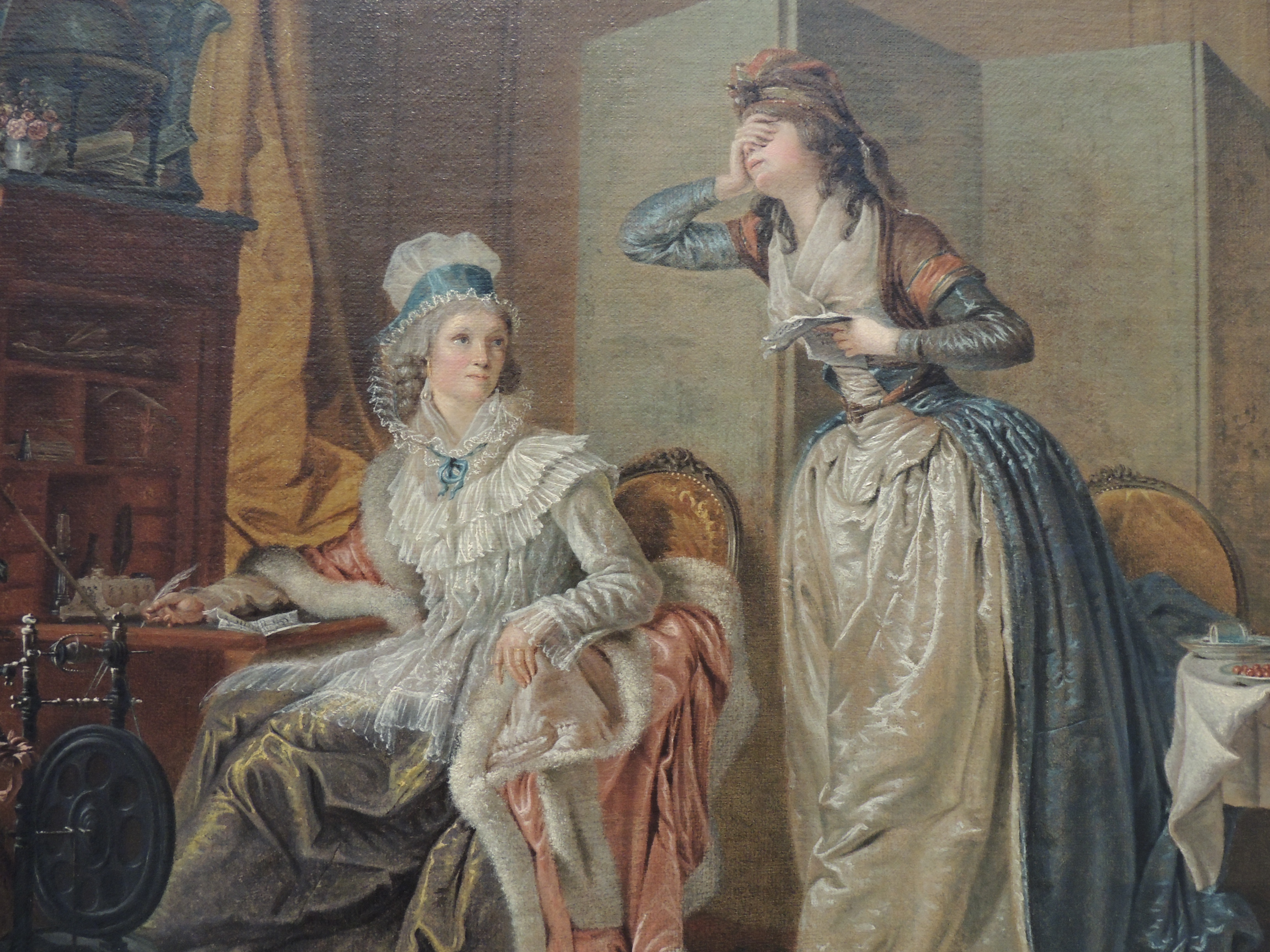
La Mauvaise nouvelle (détail), Musée des Beaux-Arts de Rennes.